# イバ・マヨリ
イバ・マヨリ（Iva Majoli, 1977年8月12日 - ）は、クロアチア・ザグレブ出身の女子プロテニス選手。1997年の全仏オープン女子シングルス優勝者である。自己最高ランキングはシングルス4位、ダブルス24位。身長175cm、体重61kg。右利き、バックハンド・ストロークは両手打ち。WTAツアーでシングルス8勝、ダブルス1勝を挙げた。

## 来歴
1991年8月にプロ入り。1992年全米オープンで4大大会に初出場。1993年から女子テニス国別対抗戦・フェドカップのクロアチア代表選手となる。この年の全仏オープンから頭角を現したマヨリは、3回戦で第15シードのザビーネ・ハック（ドイツ）を破り、4回戦で第1シードのシュテフィ・グラフに挑戦した。この活躍を評価され、マヨリは1993年度のWTAアワード「最優秀新人賞」を受賞した。
1994年は女子ツアーで3度の準優勝があり、その中には2月13日に日本の大阪（厳密には兵庫県尼崎市）で行われたアジア女子オープンの決勝でマニュエラ・マレーバ・フラニエール（スイス）に敗れた試合も含まれていた（優勝したマレーバはこの試合を最後に世界ランキング9位で現役を引退した）。1994年から、マヨリは世界ランキング上位16名のみが参加できる女子ツアー年間最終戦「WTAツアー選手権」の出場資格を得た。1995年の全仏オープンで第12シードに選ばれたマヨリは、先の全豪オープン優勝で地元フランスの期待を集めていた第3シードのマリー・ピエルスを 6-2, 6-3 で破ったが、初めての準々決勝で日本の伊達公子に 5-7, 1-6 で敗れた。
1995年10月、マヨリはスイスの「チューリッヒ・オープン」とドイツ・フィルダーシュタットの「ポルシェ・テニス・グランプリ」で2週連続優勝を果たす。1996年には全豪オープンで初の8強入りを決めた後、日本の「東レ パン・パシフィック・オープン・テニストーナメント」で優勝し、アトランタ五輪でもリンゼイ・ダベンポートとの準々決勝まで勝ち進んだ。マヨリの選手経歴のハイライトは、1997年の全仏オープン優勝である。19歳になったマヨリは、決勝戦で当時16歳の最年少女王マルチナ・ヒンギスを 6-4, 6-2 のストレートで破り、クロアチアのテニス選手として最初の4大大会優勝者に輝いた。この年のヒンギスが全仏オープンを除く4大大会年間3冠を獲得したことから、マヨリは「1997年度の4大大会でヒンギスを破った唯一の選手」と称賛された。しかしその後は故障に悩み、4大大会の成績も降下していった。
全仏優勝の年から5年間、マヨリは女子ツアーでも優勝から遠ざかっていたが、2002年4月の「ファミリー・サークル・カップ」決勝でパティ・シュナイダー（スイス）を 7-6, 6-4 で破り、シングルス8勝目を挙げた。この優勝が最後の優勝になり、2004年のシーズンを最後に、マヨリは27歳で現役を引退した。
マヨリは2006年に結婚し、長女を出産している。結婚後はイバ・マヨリ・マリッチ（Iva Majoli Marić）と名乗っている。2012年からフェドカップのクロアチア代表監督を務めている。

## WTAツアー決勝進出結果

### シングルス: 17回 (8勝9敗)
| 大会グレード         |
| -------------------- |
| グランドスラム (1–0) |
| ティア I (3–0)       |
| ティア II (4–5)      |
| ティア III (0–4)     |
| ティア IV & V (0–0)  |

| 結果   | No. | 決勝日         | 大会                 | サーフェス        | 対戦相手                           | スコア           |
| ------ | --- | -------------- | -------------------- | ----------------- | ---------------------------------- | ---------------- |
| 準優勝 | 1.  | 1994年2月23日  | 大阪                 | カーペット (室内) | マニュエラ・マレーバ・フラニエール | 1–6, 6–4, 5–7    |
| 準優勝 | 2.  | 1994年4月24日  | バルセロナ           | クレー            | アランチャ・サンチェス・ビカリオ   | 0-6, 2-6         |
| 準優勝 | 3.  | 1994年10月30日 | エッセン             | カーペット (室内) | ヤナ・ノボトナ                     | 2-6, 4-6         |
| 準優勝 | 4.  | 1995年4月30日  | バルセロナ           | クレー            | アランチャ・サンチェス・ビカリオ   | 7-5, 0-6, 2-6    |
| 優勝   | 1.  | 1995年10月8日  | チューリッヒ         | カーペット (室内) | マリー・ピエルス                   | 6–4, 6–4         |
| 優勝   | 2.  | 1995年10月15日 | フィルダーシュタット | ハード (室内)     | ガブリエラ・サバティーニ           | 6–4, 7–6(4)      |
| 優勝   | 3.  | 1996年2月4日   | 東京                 | カーペット (室内) | アランチャ・サンチェス・ビカリオ   | 6–4, 6–1         |
| 準優勝 | 5.  | 1996年2月18日  | パリ                 | カーペット (室内) | ジュリー・アラール＝デキュジス     | 5–7, 6–7(4)      |
| 優勝   | 4.  | 1996年2月25日  | エッセン             | カーペット (室内) | ヤナ・ノボトナ                     | 7–5, 1–6, 7–6(6) |
| 準優勝 | 6.  | 1996年10月6日  | ライプツィヒ         | カーペット (室内) | アンケ・フーバー                   | 7-5, 3-6, 1-6    |
| 優勝   | 5.  | 1997年2月23日  | ハノーファー         | カーペット (室内) | ヤナ・ノボトナ                     | 4–6, 7–6(2), 6–4 |
| 優勝   | 6.  | 1997年5月4日   | ハンブルク           | クレー            | ルクサンドラ・ドラゴミル           | 6–3, 6–2         |
| 優勝   | 7.  | 1997年6月8日   | 全仏オープン         | クレー            | マルチナ・ヒンギス                 | 6–4, 6–2         |
| 準優勝 | 7.  | 2000年11月12日 | クアラルンプール     | ハード            | ヘンリエッタ・ナギョワ             | 4-6, 2-6         |
| 準優勝 | 8.  | 2001年9月23日  | ケベックシティ       | ハード (室内)     | メガン・ショーネシー               | 1–6, 3–6         |
| 優勝   | 8.  | 2002年4月21日  | チャールストン       | クレー            | パティ・シュナイダー               | 7–6(5), 6–4      |
| 準優勝 | 9.  | 2002年5月5日   | ボル                 | クレー            | アサ・スベンソン                   | 3-6, 6-4, 1-6    |

### ダブルス: 5回 (1勝4敗)
| 結果   | No. | 決勝日        | 大会       | サーフェス        | パートナー               | 対戦相手                                                  | スコア        |
| ------ | --- | ------------- | ---------- | ----------------- | ------------------------ | --------------------------------------------------------- | ------------- |
| 準優勝 | 1.  | 1995年2月26日 | リンツ     | カーペット (室内) | ペトラ・リッター         | メレディス・マグラス ナタリー・トージア                   | 1–6, 2–6      |
| 準優勝 | 2.  | 1995年4月30日 | バルセロナ | クレー            | マリアン・デスウォート   | ラリサ・ネーランド アランチャ・サンチェス・ビカリオ       | 5-7, 6-4, 5-7 |
| 準優勝 | 3.  | 1995年8月20日 | トロント   | ハード            | マルチナ・ヒンギス       | ブレンダ・シュルツ＝マッカーシー ガブリエラ・サバティーニ | 6-4, 0-6, 3-6 |
| 準優勝 | 4.  | 1997年5月4日  | ハンブルク | クレー            | ルクサンドラ・ドラゴミル | アンケ・フーバー マリー・ピエルス                         | 6-2, 6-7, 2-6 |
| 優勝   | 1.  | 2001年1月11日 | パリ       | カーペット (室内) | ビルジニ・ラザノ         | キンバリー・ポー ナタリー・トージア                       | 6–3, 7–5      |

## 4大大会優勝
- 全仏オープン：1勝（1997年）

| 年     | 大会         | 対戦相手           | 試合結果 |
| ------ | ------------ | ------------------ | -------- |
| 1997年 | 全仏オープン | マルチナ・ヒンギス | 6-4, 6-2 |

## 4大大会シングルス成績
略語の説明
| W | F | SF | QF | #R | RR | Q# | LQ | A | Z# | PO | G | S | B | NMS | P | NH |

W=優勝, F=準優勝, SF=ベスト4, QF=ベスト8, #R=#回戦敗退, RR=ラウンドロビン敗退, Q#=予選#回戦敗退, LQ=予選敗退, A=大会不参加, Z#=デビスカップ/BJKカップ地域ゾーン, PO=デビスカップ/BJKカッププレーオフ, G=オリンピック金メダル, S=オリンピック銀メダル, B=オリンピック銅メダル, NMS=マスターズシリーズから降格, P=開催延期, NH=開催なし.
| 大会           | 1992 | 1993 | 1994 | 1995 | 1996 | 1997 | 1998 | 1999 | 2000 | 2001 | 2002 | 2003 | 通算成績 |
| -------------- | ---- | ---- | ---- | ---- | ---- | ---- | ---- | ---- | ---- | ---- | ---- | ---- | -------- |
| 全豪オープン   | A    | A    | A    | A    | QF   | 1R   | 3R   | A    | A    | 3R   | 2R   | 1R   | 9–6      |
| 全仏オープン   | A    | 4R   | 4R   | QF   | QF   | W    | QF   | A    | 2R   | 1R   | 2R   | 2R   | 28–9     |
| ウィンブルドン | A    | A    | 1R   | 1R   | A    | QF   | 2R   | A    | A    | 1R   | 3R   | 1R   | 7–7      |
| 全米オープン   | 2R   | 2R   | 4R   | 1R   | 1R   | 2R   | 2R   | 1R   | A    | 3R   | 3R   | 1R   | 11-11    |